# Comuna de Wierzbica
Wierzbica (polaco: Gmina Wierzbica) é uma gminy (comuna) na Polónia, na voivodia de Lublin e no condado de Chełmski. A sede do condado é a cidade de Wierzbica.
De acordo com os censos de 2004, a comuna tem 5433 habitantes, com uma densidade 37,1 hab/km².

## Área
Estende-se por uma área de 146,36 km², incluindo:
- área agrícola: 79%
- área florestal: 9%

## Demografia
Dados de 30 de Junho 2004:
|                      | Total   | Total | Mulheres | Mulheres | Homens  | Homens |
| -------------------- | ------- | ----- | -------- | -------- | ------- | ------ |
|                      | pessoas | %     | pessoas  | %        | pessoas | %      |
| População            | 5433    | 100   | 2733     | 50,3     | 2700    | 49,7   |
| Densidade (pop./km²) | 37,1    | 100   | 18,7     | 18,7     | 18,4    | 18,4   |

De acordo com dados de 2002, o rendimento médio per capita ascendia a 1422,74 zł.

## Subdivisões
- Bakus-Wanda, Busówno, Chylin, Chylin Wielki, Helenów, Kamienna Góra, Karczunek, Kozia Góra, Ochoża, Olchowiec, Olchowiec-Kolonia, Pniówno, Syczyn, Święcica, Tarnów, Terenin, Wierzbica, Wólka Tarnowska, Władysławów.

## Comunas vizinhas
- Chełm, Cyców, Hańsk, Sawin, Siedliszcze, Rejowiec Fabryczny, Urszulin